# Maratino
El maratino, conegut com a maratín o tamaulipeco és una llengua ameríndia extinta i poc documentada que es va parlar en el centre de Tamaulipas (Mèxic).

## Classificació
Swanton (1940) va publicar l'escàs material disponible d'aquesta llengua. Swadesh va denominar aquest idioma tamaulipeco encara que aquesta denominació no sembla adequada, a més el va classificar com a llengua uto-asteca. Si bé hi ha similituds degudes a parentiu com per exemple el maratino chiguat 'dona' que clarament és un préstec del nàhuatl cihuātl 'dona', o peyot 'peiot' també del nàhuatl peyotl. Campbell (1997) considera que aquestes comparacions no permet classificar la llengua i la considera com a llengua no classificada.